# 百年の孤独 (焼酎)

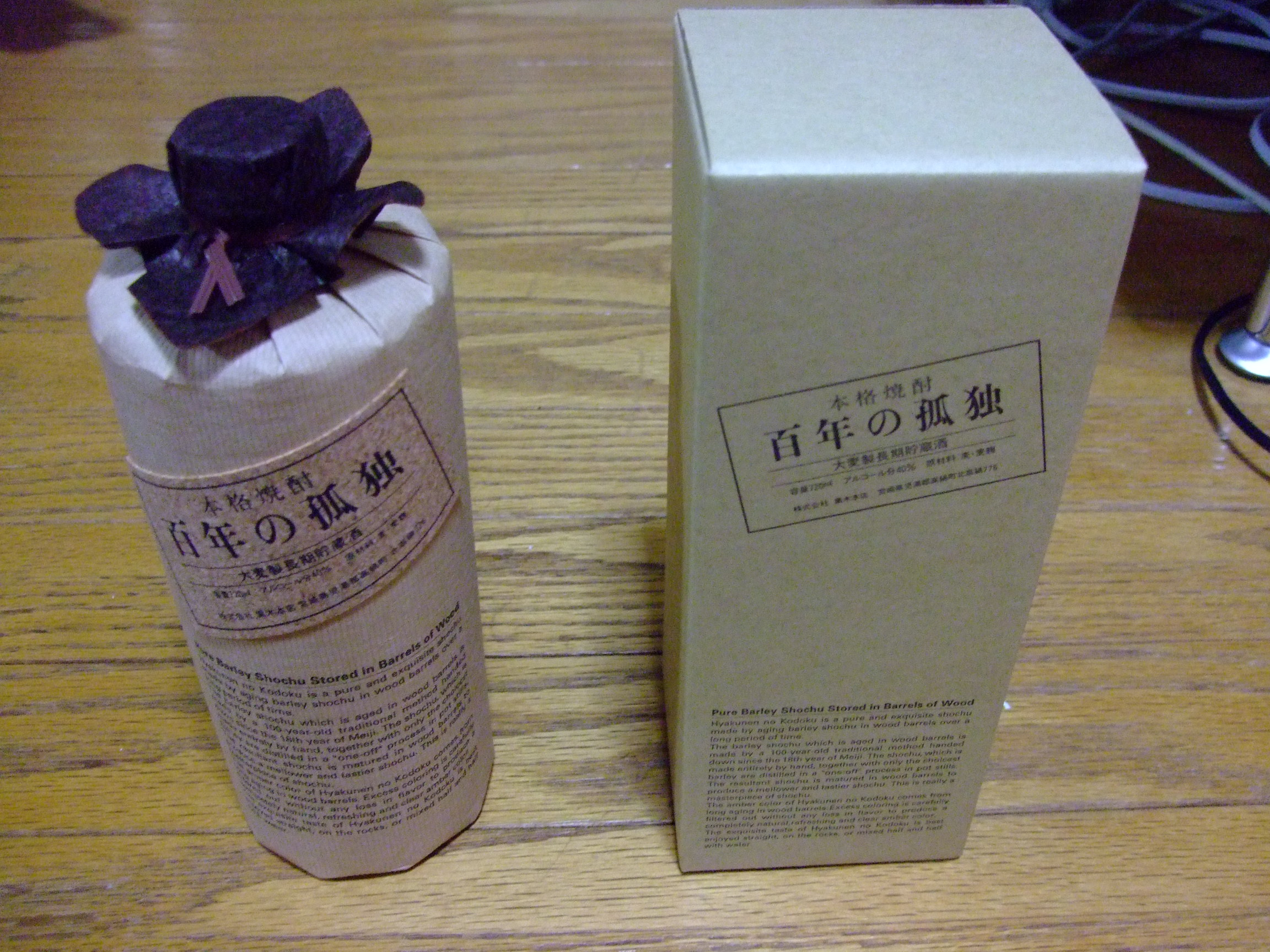
百年の孤独のボトルと外箱。

百年の孤独（ひゃくねんのこどく）は、宮崎県高鍋町に本社を置く酒造メーカー 株式会社黒木本店より発売されている麦焼酎の銘柄である。

## 特徴
蒸留後にそのまま瓶詰めして出荷される一般的な焼酎とは異なり、ウイスキーと同様に蒸留した焼酎をホワイトオークの樽で熟成させ、3年もの・4年もの・5年ものをブレンドしたものが「百年の孤独」として出荷される。従って、色は薄い琥珀色で香りもウイスキーなどの洋酒に近く、味わいは強いアルコールの中にも甘みが感じられ麦の香ばしさが広がる。風味を楽しむためストレートやロックで飲まれることが多い。名前はガブリエル・ガルシア＝マルケスの小説『百年の孤独』からつけられている。
店頭販売については特約店のみでの取り扱いである。生産本数が少なく、高価でありながら地域によっては比較的入手しづらい。